# Ils sont grands, ces petits
Pour plus de détails, voir Fiche technique et Distribution.
Ils sont grands, ces petits est un film de Joël Santoni réalisé en 1978 et sorti le 14 mars 1979.

## Synopsis
Léo et Louise, deux amis d'enfance, suivent chacun de leur côté les traces de leurs pères, savants réputés et mystérieusement disparus, pour perpétuer leurs travaux scientifiques. Louise trouve refuge chez Léo après avoir été chassée de son domicile par le machiavélique promoteur Arthur Palanque. Pour s'opposer aux projets de cet individu sans scrupules, ils unissent leurs efforts. C'est alors qu'un richissime émir les invite à continuer leurs travaux dans son pays.

## Fiche technique
- Titre : Ils sont grands, ces petits
- Réalisation : Joël Santoni, assisté de Philippe Lopes-Curval
- Scénario : Jean Jabely, Daniel Boulanger, Joël Santoni, Jean-Claude Carrière
- Dialogues : Daniel Boulanger
- Photographie : Walter Bal
- Costumes : Marie-Françoise Perochon
- Décors : Tony Roman
- Son : Luc Perini, Georges Prat
- Mixage : Jean-Paul Loublier
- Musique : Vladimir Cosma
- Montage : Eva Zora
- Production : Cathala productions - FR3 Cinéma - Les Artistes Associés
- Pays :  France
- Genre : Comédie
- Durée : 90 minutes
- Date de sortie : France - 14 mars 1979
- Affiche : Jouineau Bourduge (France)

## Distribution
- Catherine Deneuve : Louise Mouchin
- Claude Brasseur : Léopold Artigue, dit Léo
- Claude Piéplu : Arthur Palanque
- Jean-François Balmer : Monestier
- Mustapha Dali : l'émir
- Eva Darlan : Nadine
- Jean-Pierre Coffe : Charles, l'ex-mari de Louise
- Clément Harari : Vladimir, le savant
- Norbert Saada : Saada
- Edmond Trabuc : maître Patard, l'huissier
- Michel Such : Tomani, le premier caissier
- Claude Legros : le deuxième caissier
- Roland Blanche : Émile, l'égoutier
- Fernand Guiot : l'inspecteur Bugeaud
- Jean Panisse : l'inspecteur Henri
- Michel Berto : le codétenu dans la prison
- Jean-Claude Rémoleux : le maire dans la prison
- Joël Santoni : le médecin de Palanque
- Yves Robert : Louis Mouchin, le père de Louise
- Claude Rossignol : Léon, le père de Léo
- Roxane Corrine : Louise enfant
- Emmanuel Chickler : Léo enfant
- Chantal Lauby : madame Bellon (rôle coupé au montage)